# 罗克斯伯里十字站
罗克斯伯里十字站（英語：Roxbury Crossing）位于麻薩諸塞州波士顿传教山社区，是波士顿地铁橙线无障碍车站。车站经历数次重建，目前投入使用的车站为1987年地铁橙线整体迁移工程时建造的。

## 历史
1831年6月21日，波士顿至普罗维登斯铁路公司成立，并于第二天开始筹划建造波士顿至普罗维登斯的铁路，1832年末开始施工，1834年，波士顿的公园广场至坎顿段铁路竣工，中间设有雷德维尔站和罗克斯伯里十字站。

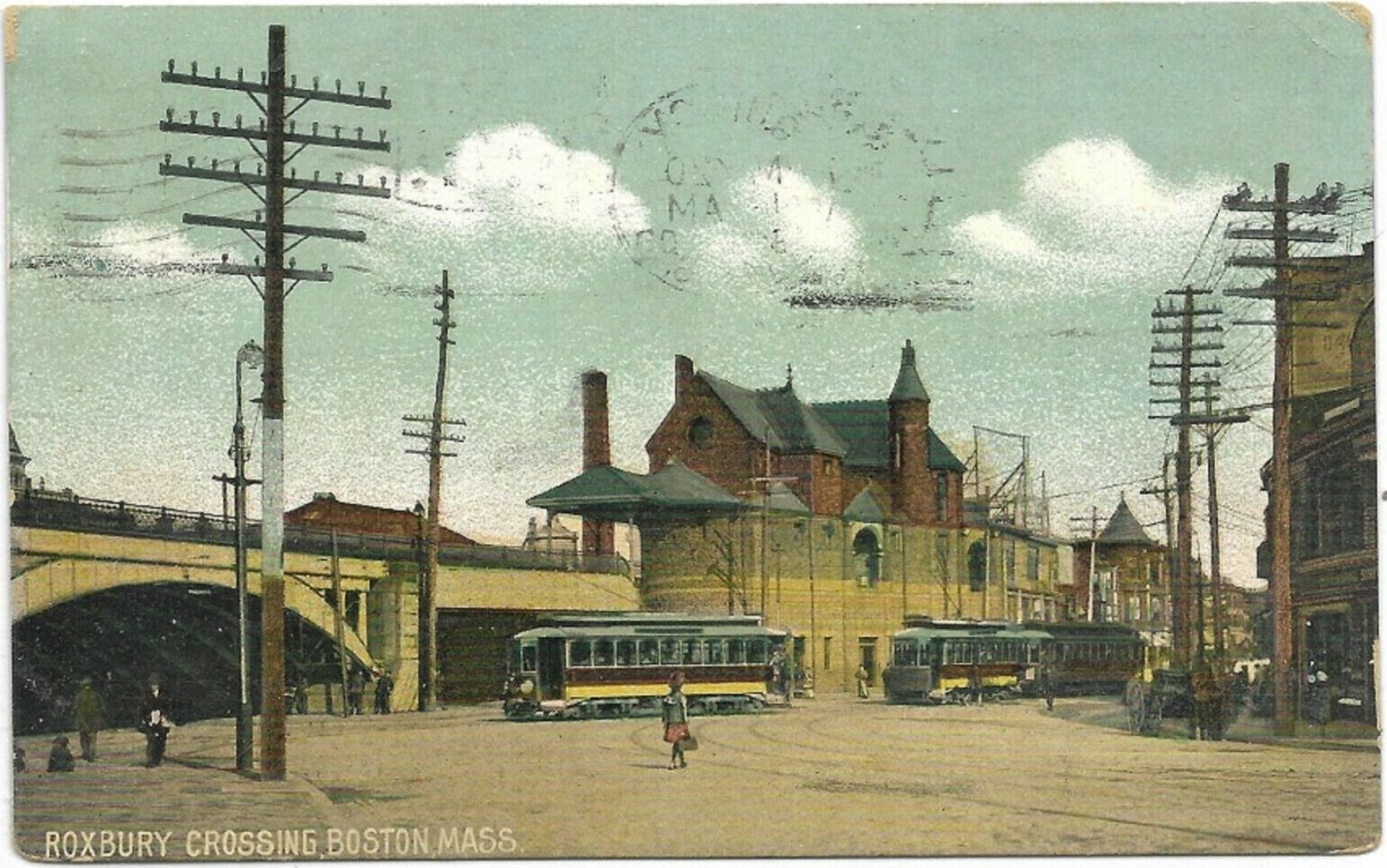
1909年明信片上的罗克斯伯里十字站

最初的车站以及附近波士顿至普罗维登斯铁路铁轨都建在地面。1888年，旧殖民地铁路收购了波士顿至普罗维登斯铁路，1891年开始架高罗克斯伯里至牙买加平原段干线铁路以避免铁路道口。高架轨道铺设在石堤上，有4股轨道，并兴建5座新车站。旧的罗克斯伯里十字站、绿街站和森林山站替换成高架车站。1893年旧殖民地铁路被纽约纽黑文至哈特福铁路收购。1897年6月1日，新罗克斯伯里十字站投入使用。
1909年11月22日，华盛顿街高架从达德利广场站向南沿着华盛顿街延长至森林山站，1912年9月22日，绿街站投入使用。尽管在华盛顿街高架延长后，纽约纽黑文至哈特福铁路的五座车站继续运营了30年，但是最终无法与华盛顿街高架继续竞争，于1940年9月29日关闭。

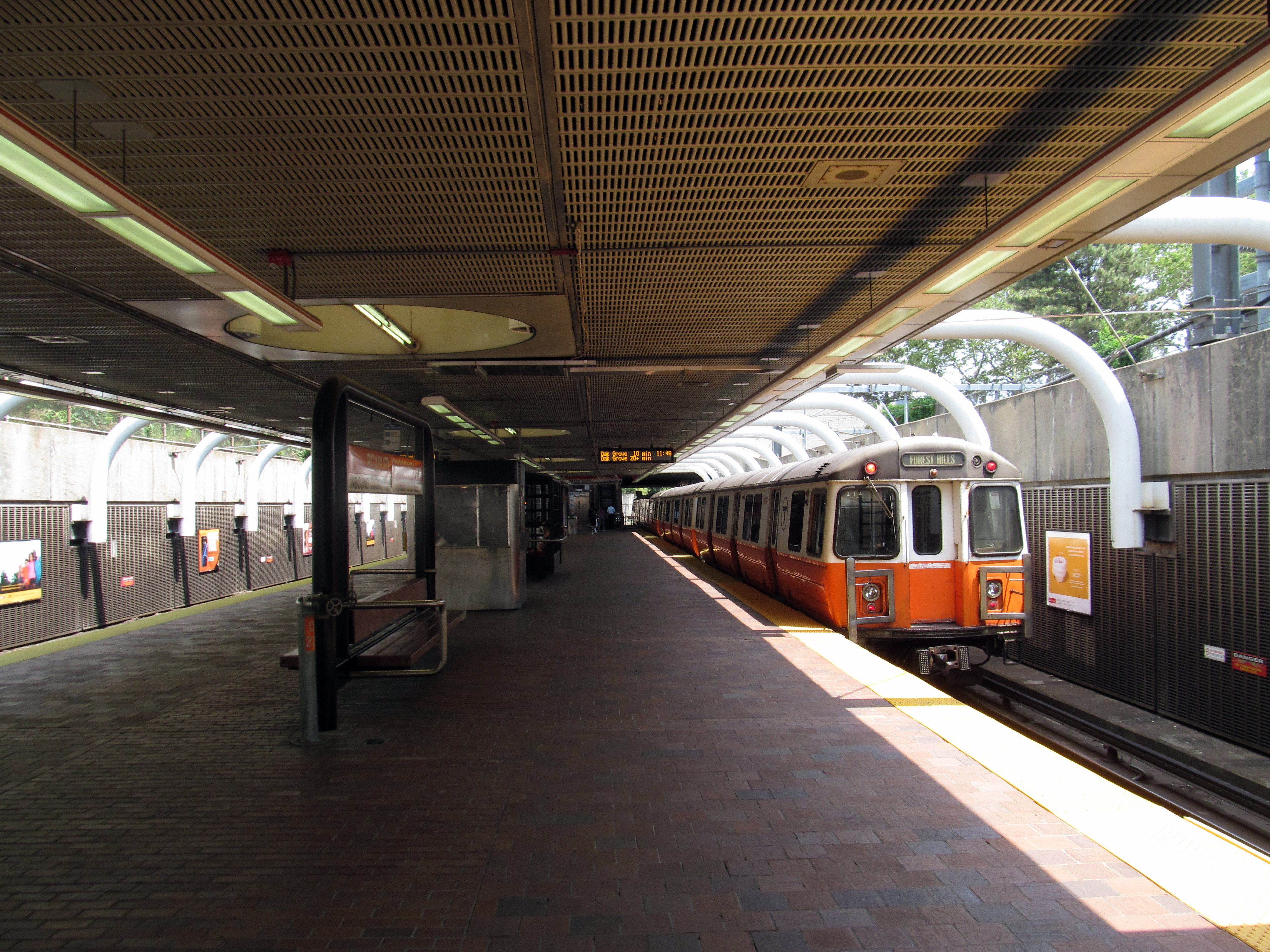
2016年的罗克斯伯里十字站

20世纪60年代，波士顿计划将I-95州际公路延长至波士顿市中心，公路将沿着纽约纽黑文至哈特福铁路铁路铺设，并将华盛顿街高架（如今的波士顿地铁橙线）改造成地铁，沿着高速中央隔离带运行。这项工程拆除了沿线数百座住房，并清空西南走廊。1969年，工程被高速公路起义叫停。1970年2月11日，州长弗朗西斯·威廉姆斯·萨金特宣布暂停马萨诸塞州128号公路走廊内的高速公路建设，1972年宣布项目取消。
西南走廊被清理出来的区域被开发成西南走廊公园，1987年，地铁橙线被搬迁至西南走廊。1987年4月30日，华盛顿街高架永久关闭，新罗克斯伯里十字地铁站与4天后开放。以达德利站为终点站的数条公交线改至拉格斯站，并在罗克斯伯里十字站停靠。

## 车站结构

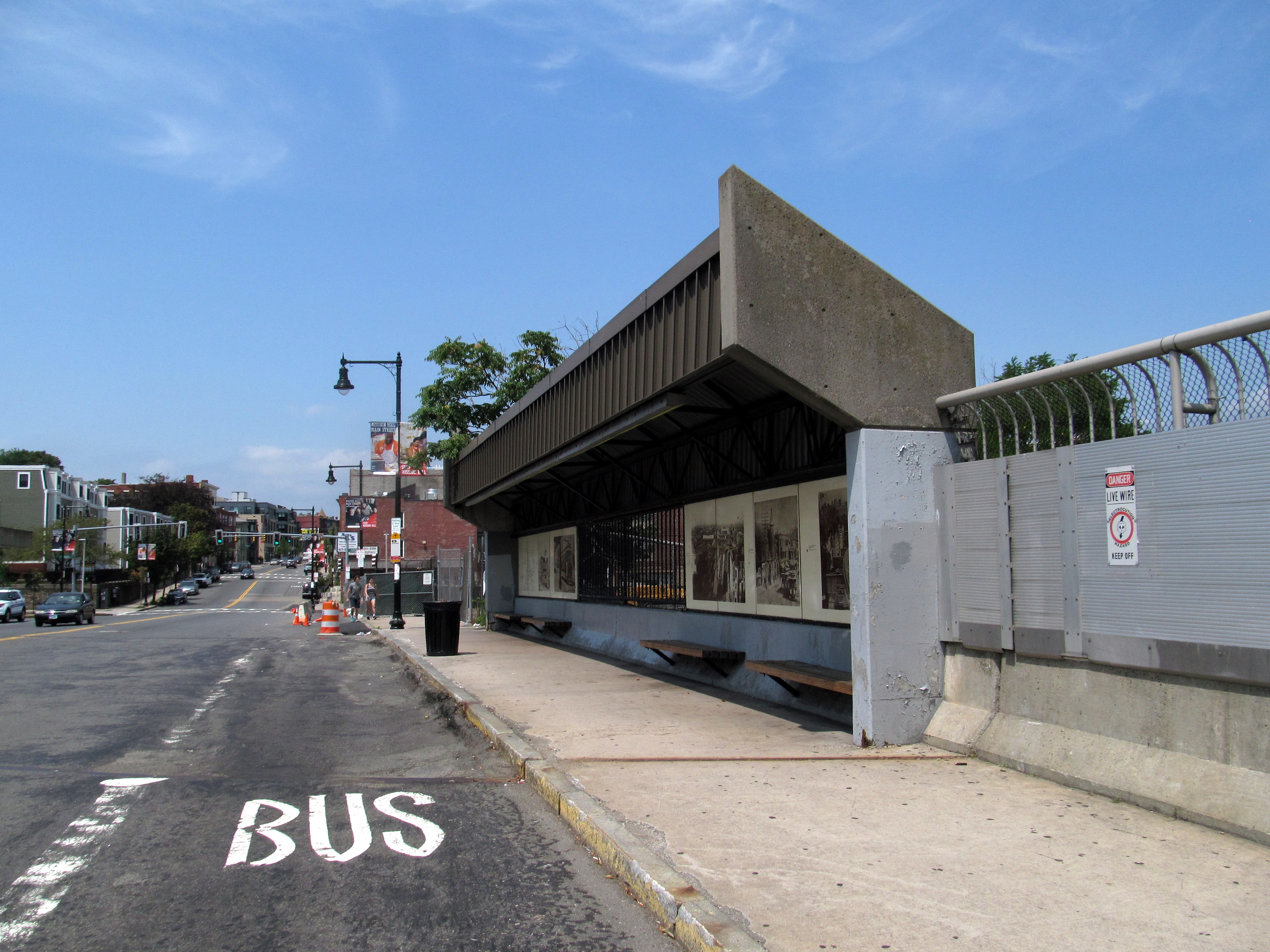
车站主出口街对面的66路公交候车棚

| G        | 地面               | 出入口                 |
| P 站台层 | 南行               | 往森林山（杰克逊广场） |
| P 站台层 | 岛式站台，左侧开门 |                        |
| P 站台层 | 北行               | 往橡树林（拉格斯）     |